# Circonscription électorale de Toggenburg
Pour les articles homonymes, voir Toggenburg.
La circonscription électorale de Toggenburg, appelé en allemand Wahlkreis Toggenburg, est une circonscription électorale du canton de Saint-Gall en Suisse. 

## Histoire
La circonscription électorale de Toggenburg est créée en 2003 de la fusion des anciens districts d'Alttoggenburg, de Neutoggenburg, d'Obertoggenburg et de la partie sud du district d'Untertoggenburg, la partie nord étant rattachée à la circonscription électorale de Wil.

## Communes
| Nom                       | N° OFS | Population (décembre 2023) |
| ------------------------- | ------ | -------------------------- |
| Bütschwil-Ganterschwil    | 3395   | +005 202,                  |
| Ebnat-Kappel              | 3352   | +005 092,                  |
| Kirchberg                 | 3392   | +009 755,                  |
| Lichtensteig              | 3374   | +002 079,                  |
| Lütisburg                 | 3393   | +001 645,                  |
| Mosnang                   | 3394   | +002 969,                  |
| Neckertal                 | 3396   | +006 437,                  |
| Nesslau                   | 3360   | +003 833,                  |
| Wattwil                   | 3379   | +009 161,                  |
| Wildhaus-Alt Sankt Johann | 3359   | +002 618,                  |
| Total                     | Total  | +048 791,                  |